# Jakob Ludwig Salomon Bartholdy
Jakob Ludwig Salomon Bartholdy (né le 13 mai 1779 à Berlin, mort le 27 juillet 1825 à Rome) est un diplomate prussien.

## Biographie
Né dans une famille juive aisée, il commence en 1796 par étudier le droit à Halle et se consacre ensuite à des études plus générales. À partir de 1801, il demeure pendant plusieurs années à Paris et visite ensuite l'Italie et la Grèce, accompagné de Georg Christian Gropius, ce qui inspire son livre Bruchstücke zur nähern Kenntnis des heutigen Griechenland (Berlin, 1805). En 1805, à Dresde, il se convertit au protestantisme et change son patronyme originel contre celui de Bartholdy.
Quand en 1809 éclate la guerre de l'Autriche contre Napoléon, Bartholdy combat comme lieutenant dans la landwehr viennoise. Il en tire son livre Der Krieg der Tiroler Landleute im Jahr 1809 (Berlin, 1814).
Entré en 1813 dans la chancellerie du prince de Hardenberg, il accompagne en 1814 les armées alliées à Paris et de là se rend à Londres. En route, il fait la connaissance du cardinal Ercole Consalvi, avec lequel il reste continuellement en relation, et dont il écrit la vie (Stuttgart, 1824).
Il exerce de nombreuses fois son activité au Congrès de Vienne ; en 1815 il séjourne à Rome comme consul général de Prusse pour l'Italie. En 1818 il assiste au congrès d'Aix-la-Chapelle et est nommé conseiller de légation secret, chargé d'affaires à la cour de Toscane.
Retraité en 1825, il meurt à Rome le 27 juillet de la même année et repose près de la Pyramide de Cestius. Il est l'oncle de Felix Mendelssohn qui prend de lui le nom de Bartholdy. En 1815 il fait décorer une pièce du palais Zuccari, qu'il a loué, avec des fresques représentant l'histoire de Joseph et dues à Peter von Cornelius, Friedrich Overbeck, Friedrich Wilhelm von Schadow et Philipp Veit. Les fresques de la « Casa Bartholdy », sont vendues en 1886 par la famille Zuccari à la Alte Nationalgalerie de Berlin par le biais de Stefano Bardini ; elles sont considérées comme le chef-d'œuvre de l'art nazaréen. En 1904 la mécène Henriette Hertz acquiert le palais ; il abrite actuellement la Bibliotheca Hertziana.

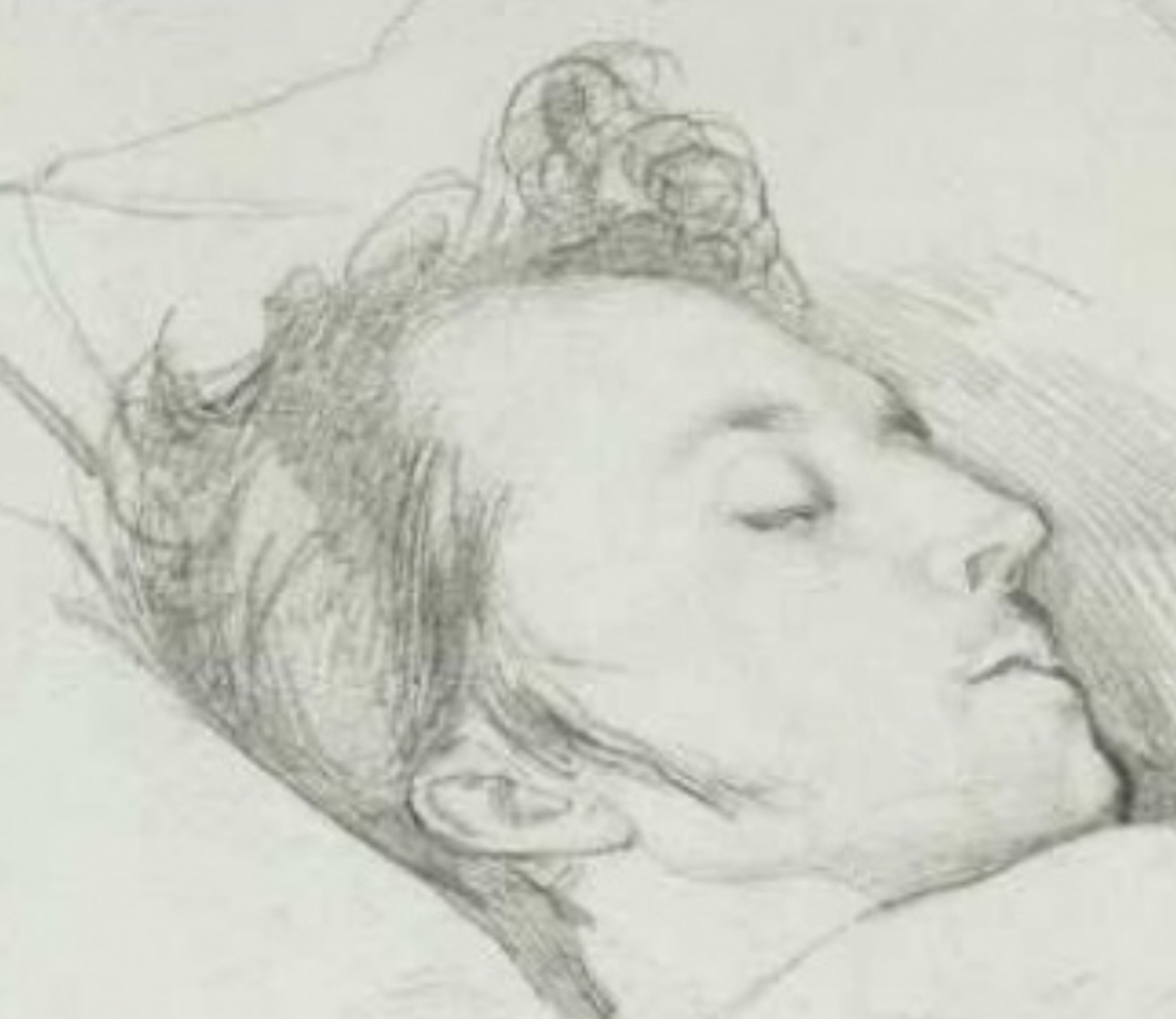
Portrait mortuaire par Wilhelm Hensel (1794-1861).

Salomon Bartholdy a réuni une collection précieuse de vases étrusques, de bronzes, de plaques en ivoire, de majoliques, etc. Elle est acquise par le musée de Berlin.